# バックストリート・ボーイズ
バックストリート・ボーイズ（英: Backstreet Boys、略称：BSB）は、1993年に結成されたアメリカ合衆国の5人組・ボーイ・バンド。「BSB」、「バックス」。

## 略歴
1993年4月20日に結成し、1995年に「ゴーイン・オン」でデビュー。グループ名は結成当時オーランドで人気のあったフリー・マーケット「バックストリート・マーケット」（Backstreet Market）から取ったもの。
リードボーカルは各自とっているが、ややニックとブライアンとA.J. が多い傾向にある。メンバーの出身地は様々だが、グループとしてはフロリダ州が本拠地。
アメリカでは「ノー・ファン時代」も経験したが、ヨーロッパの人気をひっさげ本国に凱旋。本国でのデビューアルバム（日本やヨーロッパで発売された1st『バックストリート・ボーイズ』と2nd『バックストリーツ・バック』の二枚組）を発売。勢いに乗ってアメリカツアーが行われようとしていた矢先の1998年にブライアンの持病であった心臓病が悪化し、手術の先延ばしはもう出来ないとの見解から心臓手術を受ける。執刀医はアーノルド・シュワルツェネッガーの心臓手術も担当した医師であり、手術は無事に成功した。この年は、メンバーのハウィーの姉キャロライン、BSBサウンドをデビュー当時から一緒に作ってきた音楽プロデューサーのデニス・ポップが病気で他界しており、「天国と地獄を味わった時期」と『ローリング・ストーン』誌のインタビューに答えている。
その後、1999年にアルバム『ミレニアム』を発売する。このアルバムは彼らにとっての、初の全米アルバムチャートNo.1に輝いた作品となった。さらに次作の『ブラック・アンド・ブルー』も全米アルバムチャートでNo.1に輝いた。日本でもこれらの2作品は連続ミリオンヒットとなり社会現象に発展し、名実ともに史上最大のスーパーグループとなった。2001年には初のベストアルバムとなる『グレイテスト・ヒッツ- チャプター・ワン』をリリースし、日本では150万枚を超える空前のヒットを記録する。
2001年、初訪日し日本初公演を行う。
ニックのソロ活動などを経て、2004年に3年ぶりとなる来日公演を行う。2005年にオリジナルアルバムとしては5年ぶりのアルバム『ネヴァー・ゴーン』をリリース。全米では再びミリオンセラー、日本でもスマッシュ・ヒットを記録した。
2005年から2006年にかけては『ネヴァー・ゴーン』の発売に合わせた世界ツアーを行い、日本でも東京・大阪でライブを行った。
その他では、すでにソロ経験のあるニックを追って、ブライアンも2006年6月にソロアルバム『ウェルカム・ホーム』を発売。A.J. もソロ活動を開始する予定。ソロ活動以外にもメンバーはチャリティやミュージカルなどさまざまな場面で活躍している。
2006年6月23日、ケヴィンが脱退。その理由は、「メンバーにいる限り達成できない夢を叶えるため」だという。
2007年には『ネヴァー・ゴーン』から2年振りとなる待望の新作『アンブレイカブル』が10月24日に日本先行で発売された。この作品はグループ初となるオリコンチャート2週連続首位を獲得した。
2008年2月16、17日にワールドツアー日本公演のため訪日。東京ドームでライブをし、大成功を収めた。
2009年9月30日にニューアルバム『ディス・イズ・アス』が発売された。
2010年2月に日本公演のため訪日、18日には武道館でライブを行った。
2011年 米国の男性グループであるニュー・キッズ・オン・ザ・ブロックとコラボレーションアルバム「NKOTBSB」を発表、欧米にてツアー開催。
2012年4月にロンドンでケヴィンが復帰すると発表。
2013年公開の映画『ディス・イズ・ジ・エンド 俺たちハリウッドスターの最凶最期の日』にカメオ出演した。
2013年7月24日にアルバム『イン・ア・ワールド・ライク・ディス』発表。
2013年10月に6度目となる日本公演を行う。
2015年1月にドキュメンタリー映画「Show What Your Made Of」を発表。
2017年3月 ラスベガス常設公演「Larger Than Life」がスタート。計30万人以上を動員し、大成功を収めた。
2018年5月 新曲「Don't Go Breaking My Heart」を発表、全米ビルボードでチャート入り。
2019年1月25日にアルバム『DNA』を発表。ビルボード全米１位を獲得。
2019年1月 アルバム『DNA』プロモーション来日、「スッキリ」「めざましテレビ」「Mステ」等 多数の番組に出演。
2019年2月 8度目となるグラミー賞ノミネート。
2019年5月 DNAワールドツアー開始、欧州、北米、アジアなど 全世界で計100万人以上を動員。
2019年10月 7度目となる日本での公演。DNAワールドツアー大阪公演、さいたま公演は台風の影響で中止。
2020年3月 DNAワールドツアー 南米公演を行うも、世界的なパンデミックにより豪州、北米公演を2022年に延期。
2020年12月 ブリトニー・スピアーズとのコラボ曲「Matches」を発表。
2021年6月 A.J.とニックが往年のライバル的存在であった男性グループ「イン・シンク」の元メンバー、ジョーイ・ファトゥーンJr、ランス・バスらと共に「BackSync」としてイベントを開催。両グループファンを喜ばせた。
2022年10月 クリスマス・アルバム発売。ビルボード ホリデイ部門にて1位を獲得。
2023年2月 8度目となる日本での公演。DNAワールドツアー 東京・有明アリーナで3日間 開催。
2023年4月 グループ結成30年。
2019年〜2023年に行われたDNAワールドツアーにて
世界44カ国、218公演、累計動員数 約300万人
チケット売上だけで約350億円の収益となった。

## メンバー
- ニック（Nick 1980年1月28日 - ）
ニコラス・ジーン・カーター（Nickolas Gene Carter）
ニューヨーク州ジェームズタウンに生まれ、幼少時に家族でフロリダ州に移住している。ウェールズ、アイルランド、イングランドおよびドイツ系。
身長183cm。
弟はソロアーティストのアーロン・カーター

- ハウィー・D（英語版）（Howie D. 1973年8月22日 - ）
ハワード・ドゥエイン・ドロー（Howard Dwaine Dorough）
フロリダ州オーランド出身。プエルトリコおよびアイルランド系。
身長170cm。

- A.J.（A.J. 1978年1月9日 - ）
アレキサンダー・ジェームズ・マックリーン（Alexander James McLean）
フロリダ州ウェストパームビーチ出身。キューバ系。
身長175cm。

- ブライアン（英語版）（Brian 1975年2月20日 - ）
ブライアン・トーマス・リトレル（Brian Thomas Littrell）
ケンタッキー州レキシントン出身。
身長173cm。

- ケヴィン（英語版）（Kevin 1971年10月3日 - ）
ケヴィン・スコット・リチャードソン（Kevin Scott Richardson）
ケンタッキー州レキシントン出身。
ケヴィンとブライアンは従兄弟である。
身長185cm。
2006年6月23日に1度脱退したが、2012年4月ロンドンにて復帰

## 作品

### アルバム
1. バックストリート・ボーイズ - Backstreet Boys（1996年11月21日）
2. バックストリーツ・バック - Backstreet's Back（1997年8月1日）
3. ミレニアム - Millennium（1999年4月28日）
4. ブラック・アンド・ブルー - Black & Blue（2000年11月15日）
5. グレイテスト・ヒッツ・チャプター・ワン - The Hits – Chapter One（2001年10月24日）
6. ネヴァー・ゴーン - Never Gone（2005年6月8日）
7. アンブレイカブル - Unbreakable（2007年10月24日）
8. ディス・イズ・アス - This Is Us（2009年9月30日）
9. イン・ア・ワールド・ライク・ディス - In a World Like This（2013年7月24日）
10. DNA（2019年1月25日）
11. クリスマス・アルバム - A Very Backstreet Christmas（2022年10月14日）

### シングル／ミュージックビデオ
1. ゲット・ダウン - "Get Down (You're the One For Me)"（1996年11月21日）
2. ゴーイン・オン - "We've Got It Goin' On"（1997年1月22日）
3. アイル・ネバー・ブレイク・ユア・ハート - "I'll Never Break Your Heart"（1997年）
4. エニウェア・フォー・ユー - Anywhere For You (1997年)
5. クイット・プレイング・ゲームス - "Quit Playin' Games (With My Heart)"（1997年4月23日）
6. エヴリバディ - "Everybody (Backstreet's Back)"（1997年8月1日）
7. 君が僕を愛するかぎり - "As Long As You Love Me"（1997年10月22日）
8. オール・アイ・ハフ・トゥ・ギヴ - "All I Have to Give"（1998年7月8日）
9. アイ・ウォント・イット・ザット・ウェイ - "I Want It That Way"（1999年4月27日）
10. ラージャー・ザン・ライフ - "Larger Than life"（1999年9月29日）
11. ザ・ワン - "The One"（2000年7月5日）
12. ショウ・ミー・ザ・ミーニング・オブ・ビーイング・ロンリー（2000年）
13. シェイプ・オブ・マイ・ハート - "Shape Of My Heart"（2000年11月1日）
14. ザ・コール - "The Call"（2001年2月7日）
15. モア・ザン・ザット - "More Than That"（2001年6月6日）
16. ドゥラウニング～なんでこんなに好きなんだろう - "Drowning"（2002年10月23日）
17. インコンプリート - "Incomplete"（2005年5月25日）
18. ジャスト・ウォント・ユー・トゥ・ノウ - "Just Want You To Know"（2005年8月24日）
19. アイ・スティル... - "I Still..."（2005年12月21日）
20. インコンソーラブル - "Inconsolable"（2007年9月17日）
21. ヘルプレス・ウェン・シー・スマイルズ - Helpless When She Smiles（2007年）
22. ストレート・スルー・マイ・ハート - "Straight Through My Heart"（2009年9月9日）
23. ビガー - Bigger（2009年）
24. ドント･ターン･アウト･ザ･ライツ - Don't Turn Out The Lights NKOTBSB（2011年）
25. イッツ・クリスマスタイム・アゲイン It's Christmas Time Again（2012年）
26. イン・ア・ワールド・ライク・ディス - "In a World like This"（2013年7月3日）
27. ショー・ワッツ・ユア・メイド・オブ - Show What Your Made Of（2014年）
28. ガッド・ママ・ユー・アンド・ママ・ミー  - God, Mama, You and Me ft FGL（2017年）
29. ドント・ゴー・ブレイキング・マイ・ハート - "Don't Go Breaking My Heart"（2018年5月17日）
30. チャンシズ - "Chances"（2018年11月9日）
31. ノー・プレイス - "No Place"（2019年1月4日）
32. レット・イット・ビー・ミー - ”Let It Be Me" with Steve Aoki（2019年9月9日）
33. マッチズ - "Matches" Britney Spears ft. Backstreet Boys（2020年12月11日）

### Blu-ray/DVD
1. ディス・イズ・アス - "This Is Us 初回限定デラックス盤/通常盤"（2010年6月16日）
2. イン・ア・ワールド・ライク・ディス - "IN A WORLD LIKE THIS 豪華盤/通常盤"（2014年3月28日）

## 来日公演
- Black & Blue Tour

2001年
11月19日 - 21日 東京ドーム、23日 ナゴヤドーム、25日 大阪ドーム
- backstreet boys JAPAN 2004

2004年
9月29日 - 10月3日 国立代々木競技場第一体育館
- Never Gone Tour

2006年
1月7日、8日 東京ドーム、10日 名古屋レインボーホール、12日 大阪ドーム
- Unbreakable Tour

2008年
2月16日、17日 東京ドーム
- This Is Us Tour

2010年
2月5日 - 7日 さいたまスーパーアリーナ、9日 - 11日 神戸ワールド記念ホール、14日、15日 日本ガイシホール、17日 東京国際フォーラムホールA、18日 日本武道館
- In a World Like This Tour

2013年
10月2日、3日 日本ガイシホール、5日 浜松アリーナ、7日 広島グリーンアリーナ、8日 福岡国際センター、11日 - 13日 さいたまスーパーアリーナ、15日、16日 神戸ワールド記念ホール、17日 東京国際フォーラムホールA
- DNA World Tour

2019年
10月12日、13日 さいたまスーパーアリーナ（台風の為中止）、16日 大阪城ホール
2023年
2月14日 - 16日 有明アリーナ